# Koya Yuruki
Koya Yuruki (汰木 康也 Yuruki Koya?), född 3 juli 1995 i Kanagawa prefektur, är en japansk fotbollsspelare.
Yuruki började sin karriär 2014 i Montedio Yamagata. Han spelade 92 ligamatcher för klubben. 2019 flyttade han till Urawa Reds.